# 1939 en combiné nordique
| Années du combiné nordique : 1936 - 1937 - 1938 - 1939 - 1940 - 1941 - 1942    |
| Décennies du combiné nordique : 1900 - 1910 - 1920 - 1930 - 1940 - 1950 - 1960 |

Cette page reprend les résultats de combiné nordique de l'année 1939.

## Festival de ski d'Holmenkollen
L'édition 1939 du festival de ski d'Holmenkollen fut remportée par le Norvégien Olaf Hoffsbakken, déjà vainqueur de l'épreuve en 1936. Il s'impose devant ses compatriotes Torstein Skinnarland (no) et Olav Odden.

## Jeux du ski de Lahti
L'épreuve de combiné des Jeux du ski de Lahti 1939 donna lieu à un triplé finlandais : elle fut remportée par Niilo Nikunen
devant Erkki Mäkinen et Oiva Valonen.

## Championnat du monde
Le championnat du monde eut lieu à Zakopane, en Pologne.
L'épreuve de combiné fut remportée par le coureur allemand Gustl Berauer devant le Suédois Gustaf Adolf Sellin. Le Norvégien Magnar Fosseide termine troisième.

## Championnats nationaux

### Championnat d'Allemagne
Les résultats du championnat d'Allemagne de combiné nordique 1939 manquent.

### Championnat des États-Unis
Le championnat des États-Unis 1939, organisé à Salt Lake City (Utah) a été remporté par Alf Engen (en).

### Championnat de Finlande
Les résultats du championnat de Finlande 1939 manquent.

### Championnat de France
L'épreuve du championnat de France 1939 fut remportée par le coureur allemand d'origine autrichienne Hellmut Lantschner. Fernand Mermoud termine troisième.

### Championnat d'Islande
Le championnat d'Islande 1939 fut remporté par Jónas Ásgeirsson.

### Championnat d'Italie
Le championnat d'Italie 1939 fut annulé.

### Championnat de Norvège
Le championnat de Norvège 1939 se déroula à Kristiansand, sur le Tinnheiabakken.
Le vainqueur fut Gunnar Hermansen, suivi par Reidar Karlsen et Sverre Brenden.

### Championnat de Pologne
Le championnat de Pologne 1939 fut remporté par Andrzej Marusarz, du club SNPTT Zakopane.

### Championnat de Suède
Le championnat de Suède 1939 a distingué Harald Hedjerson, du club Djurgårdens IF. C'était là son cinquième et dernier titre de champion de Suède, après ceux de 1932, 1934, 1935 et 1937. Le club champion fut le Djurgårdens IF.

### Championnat de Suisse
Le Championnat de Suisse de ski 1939 a eu lieu à Unterwasser. Le champion 1939 fut Adi Gamma, d'Andermatt.